# Amaurobioides isolata
Amaurobioides isolata là một loài nhện trong họ Anyphaenidae.
Loài này thuộc chi Amaurobioides. Amaurobioides isolata được Arthur Stanley Hirst miêu tả năm 1993.